# Luca Toso
Luca Toso (ur. 15 lutego 1964 w Tavagnacco) – włoski lekkoatleta, skoczek wzwyż.
Zdobył dwa srebrne medale igrzysk śródziemnomorskich (Latakia (1987)) i (Ateny (1991)). Na igrzyskach olimpijskich w Seulu w 1988 uplasował się na 13. pozycji. Zajmował dziesiąte miejsca na mistrzostwach świata w Helsinkach w 1983 i światowych igrzyskach halowych w Paryżu w 1985. Na mistrzostwach świata w Rzymie w 1987 nie zakwalifikował się do finału. Na mistrzostwach Europy w Splicie w 1990 był 8. Dwukrotnie wywalczył tytuł mistrza Włoch na otwartym stadionie (1982, 1988) i jeden raz w hali (1992). 
Jego rekord życiowy to 2,32 m, uzyskany 21 lipca 1988 w Turynie. Dwukrotnie ustanawiał rekordy Włoch.